# 廊曼站
廊曼站是位于泰国首都曼谷廊曼区、泰国国家铁路局北部线和东北线上的一个车站。

## 概要

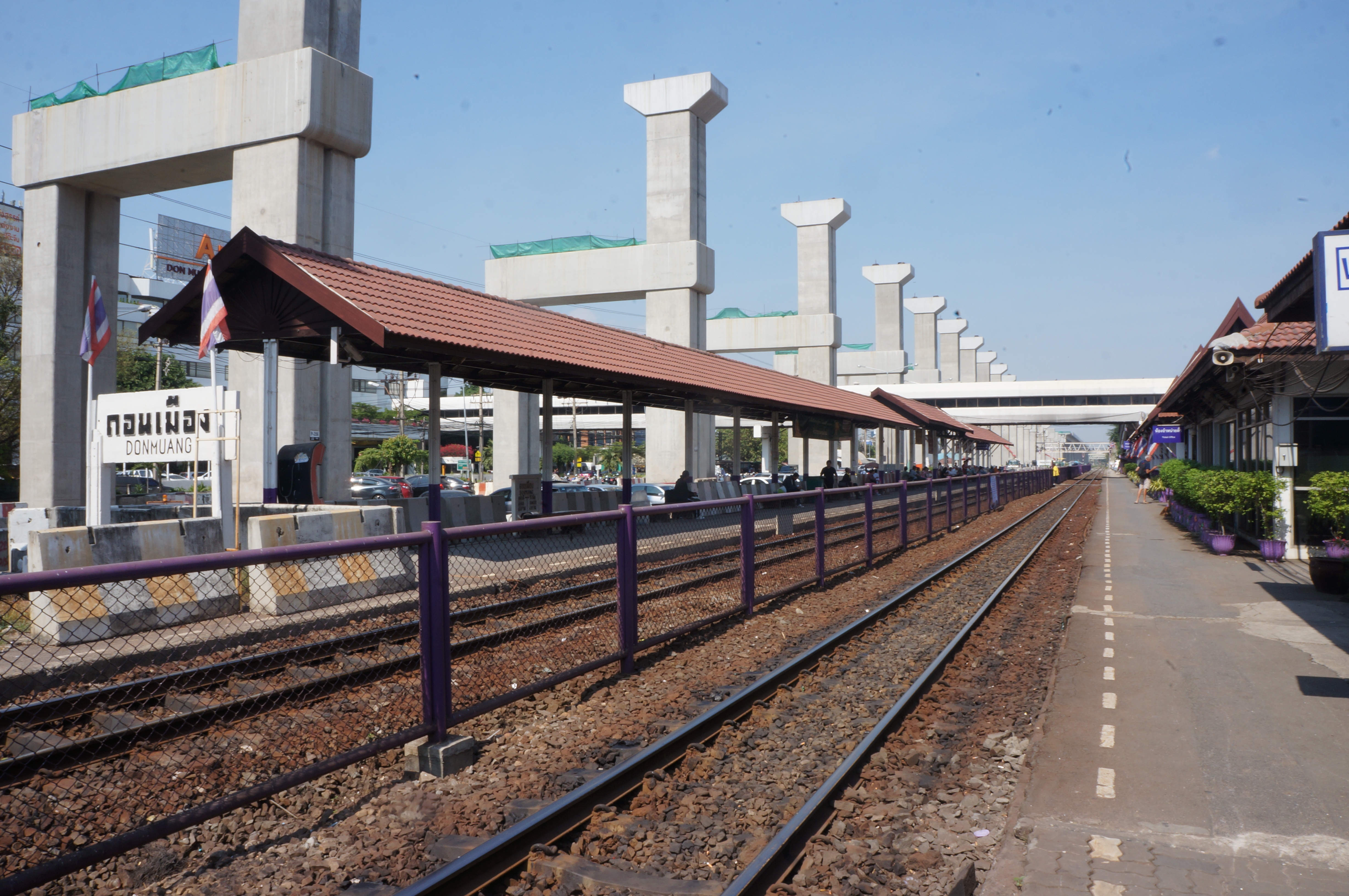
站房和站台（2017年1月）

廊曼站位于泰国曼谷人口约17万的廊曼区。车站站房朝向东侧，股道与东侧的廊曼收费公路平行。本站离曼谷華喃峰車站约有22.21千米，普通列车运行时间大致需要40分钟。
车站最初随曼谷至大城的铁路一同建设，但该铁路于1897年3月26日开始营运时，车站并未随铁路一同开业。
车站与廊曼国际机场一号航站楼有人行天桥相连，在素万那普机场开通前，本站至曼谷華喃峰車站区间有大量客流，铁路部门曾开行前往曼谷的始发车。。同时，由于该站位于曼谷都市圈内，在早晚高峰时段，也有不少通勤列车穿梭于本站至曼谷市区区间。。
2000年之后，随着素万那普机场的开通以及公路交通的发展，廊曼站至曼谷间高密度的行车加上众多的平交道严重影响了路面交通，因此大量的通勤列车以及机场穿梭列车被取消。
1990年代北部线蘭實站以南区间曾有高架化的计划，但由于紧挨车站的高架道路廊曼收费公路先于其完工，复杂的设计使得高架化计划于1997年停止。
在这之后，2000年的曼谷城市轨道交通发展规划提出要将该区间作为曼谷近郊铁路系统暗红线的一部分。工程第一期挽赐至兰实预计将于2017年开业。

## 车站结构

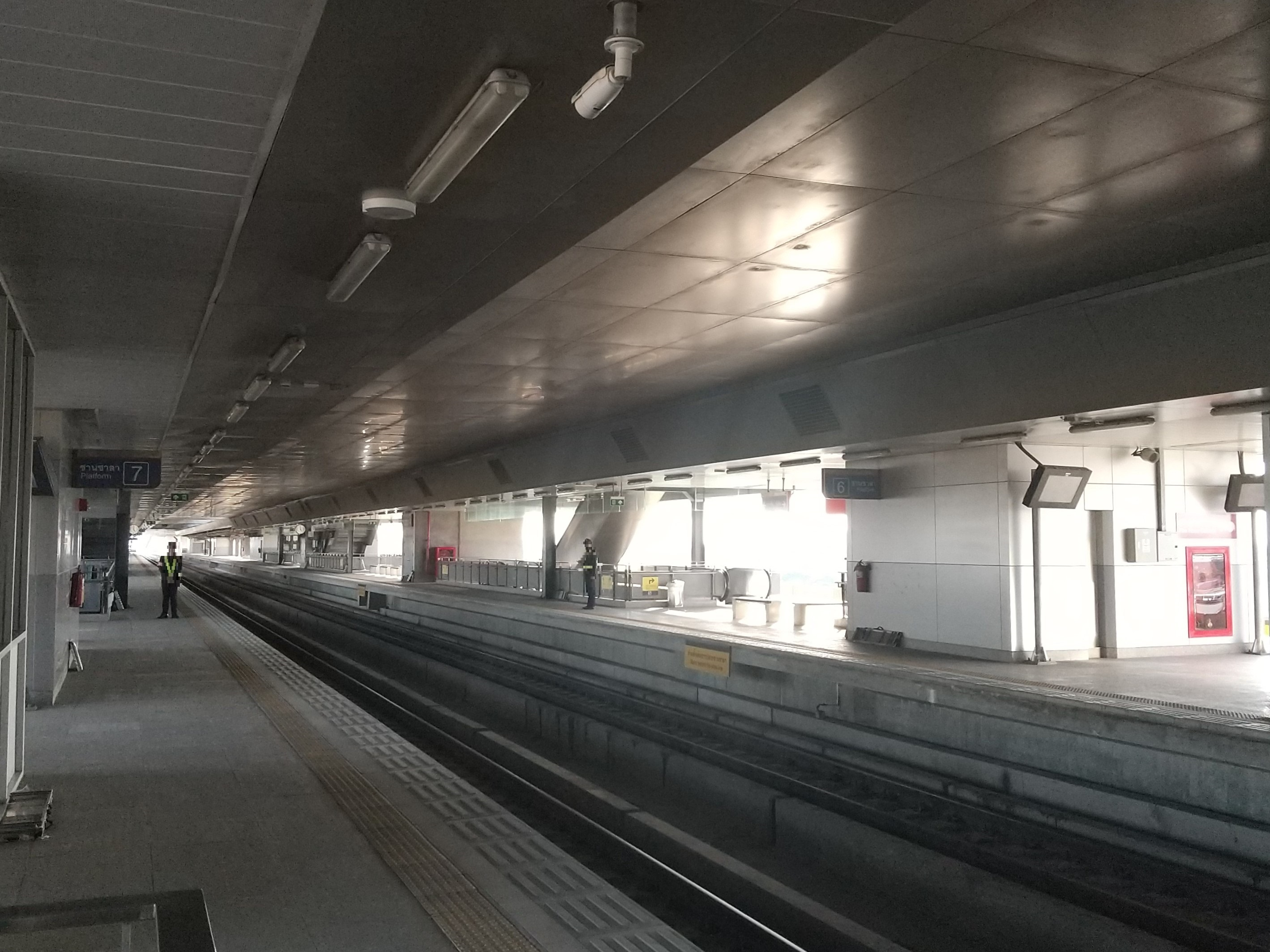
长途列车站台

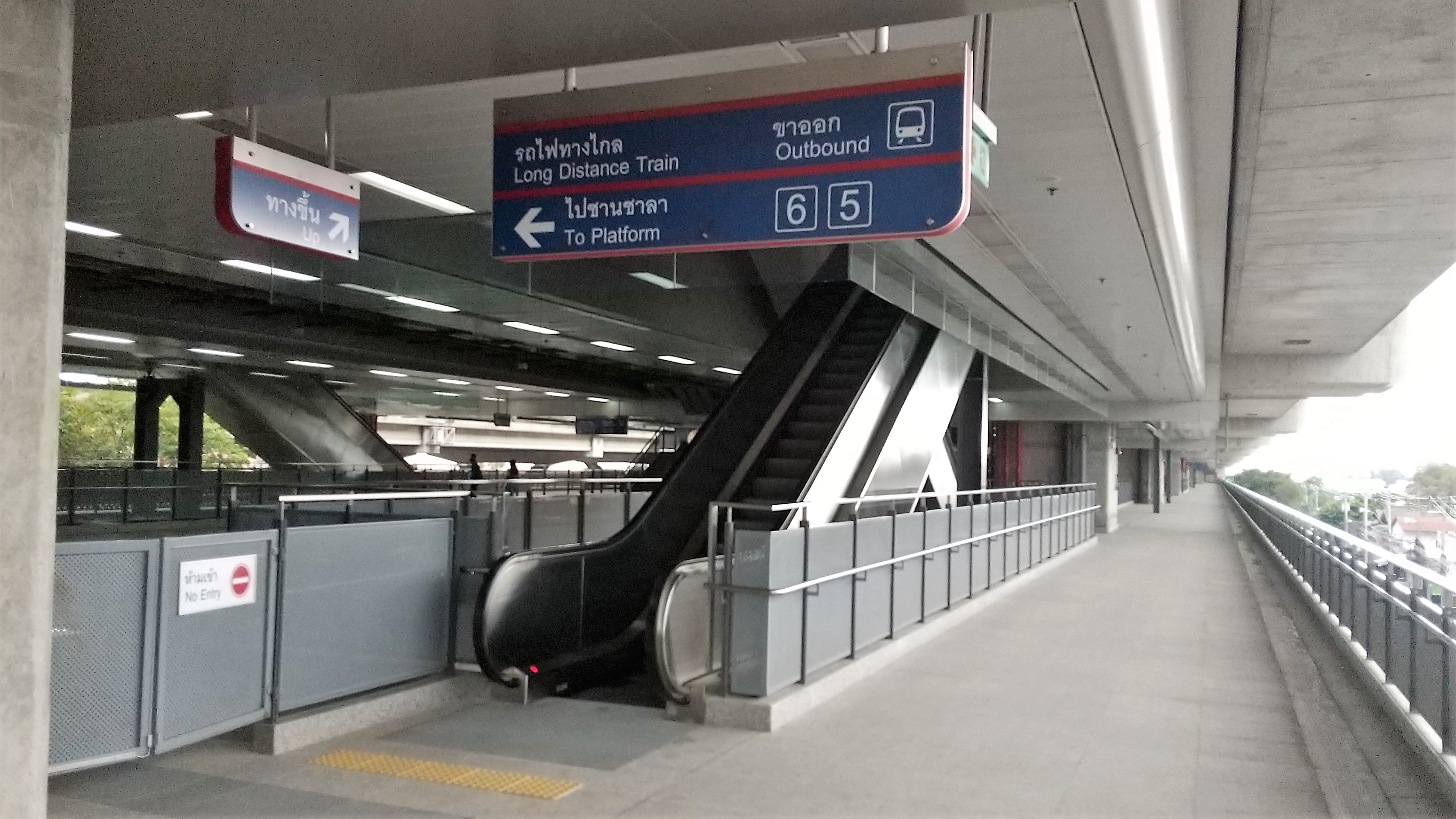
站厅

| U4 市郊铁路 | 1站台    | 暗紅線 往蘭實站                                   |
| U4 市郊铁路 | 岛式站台 |                                                   |
| U4 市郊铁路 | 2站台    | 暗紅線 往蘭實站                                   |
| U4 市郊铁路 | 3站台    | 暗紅線 往阿皮瓦曼谷中央车站                       |
| U4 市郊铁路 | 岛式站台 |                                                   |
| U4 市郊铁路 | 4站台    | 暗紅線 往阿皮瓦曼谷中央车站                       |
| U3 长途列车 | 5站台    | 北部线 东北线 往Ban Phachi                        |
| U3 长途列车 | 岛式站台 |                                                   |
| U3 长途列车 | 6站台    | 北部线 东北线 往Ban Phachi                        |
| U3 长途列车 | 7站台    | 北部线 东北线 往阿皮瓦曼谷中央车站、曼谷          |
| U3 长途列车 | 岛式站台 |                                                   |
| U3 长途列车 | 8站台    | 北部线 东北线 往阿皮瓦曼谷中央车站、曼谷          |
| U2          | 站厅     | 出口1-4、服务中心、票务、商店、通道往廊曼国际机场 |
| G           | 地面     | 甘烹碧6路、廊曼国际机场（国内航站楼）、廊曼新市场 |

## 车站周边
- 廊曼国际机场国际候机楼
- 阿玛瑞廊曼机场酒店
- 廊曼新市场